# デス・ビリヤード
『デス・ビリヤード』は、マッドハウス制作による日本のアニメ映画作品。2013年3月2日に『アニメミライ2013』の1作として公開された。2015年1月から3月まで『デス・パレード』のタイトルでテレビアニメが放送された。
死者の魂が客として訪れ、その後の行き先をゲームで裁定される謎のBARを舞台に、人間の生きかたを描く。

## 概要
文化庁の若手アニメーター育成プロジェクト『アニメミライ2013』の参加作品として『龍 -RYO-』『リトル ウィッチ アカデミア』『アルヴ・レズル -機械仕掛けの妖精たち-』と併せて2013年3月2日に公開された。製作は約360カットを3人で制作しているうえ、若手7人のチームのうち5人は今作が初原画である。原作の立川譲は監督および脚本も務めており、作品の独特な世界はその作家性によるものが大きい。結末はリドル・ストーリー的に考察の余地を与えるものとなっている。
テレビアニメ『デス・パレード』も基本的な世界観・ストーリーは『デス・ビリヤード』に準じており、主人公のバーテンダーも引き続き登場する。

## あらすじ
デス・ビリヤード
突如、謎のBARに連れてこられた若者と老人に、バーテンダーらしき人物は「命を懸けてゲームをして頂きます。」と答える。2人ともわけがわからないままビリヤード（エイトボール）を始めるが、若者は次第にこのゲームを疑うようになる。
デス・パレード
謎のBAR「クイーンデキム」に今日も2人の人物が来店してきた。バーテンダーのデキムは2人にデスゲームを行うよう、誘う。

## 登場人物

### クイーンデキム
バーテンダー / デキム（『デス・パレード』）
声 - 前野智昭
主人公。ノーナが担当するタワーの15階にあるBAR「クイーンデキム」の男性バーテンダー。裁定者になって5年目になる。感情を表に出さず、常に淡々とした口調で話す。裁定者であることに誇りを持っており、BARを訪れる客たちへの敬意を忘れない。
糸のようなものを自在に操る能力を持ち、暴れた客を捕えたりする際などに使用する。カクテルを作る腕は、ノーナ曰く一流。自分が裁定した人間の、魂が抜けて人形と化した身体をすべて引き取り、クイーンデキムで保管している。
知幸と共に過ごすうち、彼女の言動から「現在の裁定の方法は間違っているのではないか」と思い始める。やがて知幸たちのゲームを、死者の記憶を受け取らないまま極限状態を作ることもせずに行い、ゲーム終了後には「現在の裁定方法はやはり間違いだ」「裁定は人間に寄り添って行わなければならないものだ」と判断する。そのため、人間の感情を知ろうと知幸に彼女自身についての全てを訊き、その裁定を決意する。
女 / 黒髪の女 / 知幸（ちゆき）（『デス・パレード』）
声 - 瀬戸麻沙美
ヒロイン。クイーンデキムの客の出迎え役。デキムと共にルールを説明し、客たちの行く末を見守る。気が強く、思ったことを口にする。
生前の正体は21歳の大学生の女性。身長170cm（ハイヒールを含む）、体重47kg前後。血液型AB型。将来を期待されたフィギュアスケート選手だったが、思わぬ怪我で選手生命を断たれ、大切な友人や家族と上手くいかなくなってしまった。
クイーンデキムを初めて訪れた時点で自分がすでに死んでいることを覚えており、ゲームへ誘導できなかったため、記憶を消されて裁定の期限を延長されていた。そして、次に目覚めて最初に出会ったノーナに促されるままクイーンデキムで働くことになったが、眠るたびに何度も見る夢と同じ内容の絵本『CHAVVOT』をクイーンデキムで見つけた際、自分が死者であることを思い出す。その後、自身の体が人形へ変化し始めたことを機に裁定を受け、その途中で自分の名前や『CHAVVOT』を母（声 - 伊藤美紀）に読んでもらった記憶を思い出し始める。
クイーンデキムに用意されたスケートリンクでは、スケート中に全ての記憶を思い出す。死因は、膝の怪我でスケートができなくなったあと、自分以外の人間がすべて他人であることに気づき、自分が大切だと思っていたものが全て嘘のように感じられ、自分には何も無いと感じての自己嫌悪から浴室で手首を切ったことによる自殺だった。
自身の裁定の際は間違いを犯しそうになるも、今までの裁定から得た答えによって踏み留まり、結果としてそれがデキムを変える原因となった。
魂の行き先は「転生」。

### 『デス・パレード』より登場
ギンティ
声 - 細谷佳正
「クイーンデキム」と同じタワーの20階にあるBAR「ウィーギンティ」を管理する非常に荒っぽい性格の男性。デキムと同期の裁定者で、人を裁定することに意味はなく、ただ自身の役割と考えている。こけし作りと手入れが趣味。思い入れのある死者に似せたこけしを作る事もある。
マユたちが来るまでは1度も裁定に迷ったことがなかったが、自分の命よりも原田を優先したマユにだけは裁定を下せず、彼女をウィーギンティに留めていたが、原田の魂と見知らぬ男性の魂を選ばせることによってマユを裁定し、マユを虚無へと送った。
最終話で、マユにそっくりなこけしを店に飾っていた。
ノーナ
声 - 大久保瑠美
「クイーンデキム」と同じタワーの90階にあるBAR「ノーナーギンター」よりタワー担当として各フロアの裁定者を管理する女性。裁定者になって約82年になる。
見た目は少女だが、デキムやギンティの上役であり、裁定者としても豊富な知識と経験を兼ね備えた聡明な人物。
ただの人形に過ぎない裁定者が裁定を行う事に常々疑問を抱いており、オクルスの考えに背き感情を持った裁定者を作るべく暗躍する。
クラヴィス
声 - 内山昂輝
いつも笑顔で愛想の良いエレベーター係の青年。たくさんのピアスに緑の髪などパンキッシュな外見をしている。
クイーン
声 - 白石涼子
情報部の女性。元「クイーンデキム」の裁定者で、現在は裁定者に送る「死者の記憶」の編集業務を担当。移転当初は激務だと考えていた裁定者を抜けられると喜んでいたが、後にそれがぬか喜びであった事に気付いた。ノーナと仲が良く、おしゃべりと酒が大好き。
カストラ
声 - 柚木涼香
死者をどの裁定者へ送るかを決定する、整理係の女性。無類の甘党で、常に飴を舐めている。
オクルス
声 - 玄田哲章
全フロアの監視者を務める老人。ノーナよりも立場は上であり、神に最も近い男。裁定のシステムを作り上げた人物でもある。ノーナとスペースビリヤード（太陽系9ボール）をよくしているが、かなりの差で負け越している。裁定者とは違い瞳に十字が無い。
顎についている花のつぼみのようなものを使って記憶を読み取る能力を持つ。クラヴィスの記憶からノーナの企みを知るが、彼女のしている事は無駄に過ぎないと断じた上で静観する。
ミーマイン
声 - 千葉泉
ギンティと一緒にBARにいる右前足に包帯を巻いた黒猫で、ゲームの手伝いをしている。有田マユに懐いている。
マユが虚無に送られた後、どこへともなく姿を消した。

### ゲーム参加者

#### デス・ビリヤード
男
声 - 中村悠一
BAR「クイーンデキム」に突如連れてこられた若者。学生時代にビリヤードの上手い彼女のため、毎日ビリヤード場に通った経験がある。クイーンデキムに来たのは、彼女の部屋を訪ねた後だという。
死因は、彼女に包丁で刺殺されたことであった。
魂の行き先は「転生」。
老人
声 - 筈見純
クイーンデキムに突如連れてこられた老人。婆さん（妻）と2人暮らしをしている。若い頃に剣道を鍛錬していたうえ、ビリヤードも大会で優勝するほどの実力。人生の最後には、婆さんの糠漬けを食べて死にたいと思っている。
クイーンデキムに来たのは、縁側でビールを飲んでいた後だという。
実は学生時代に他の生徒をいじめていた事がある。
魂の行き先は「虚無」。
男性客、女性客
声 - 竹内栄治、西明日香
上記2人の裁定が終わったあと、クイーンデキムに訪れた2人の客。

#### デス・パレード
第1話、第2話
たかし
声 - 中井和哉
38歳の医師の男性。身長178cm、体重67kg。血液型AB型。趣味はダーツ。
新婚旅行中だった真智子の夫。結婚式の当日に真智子の友人らが「マッチ」という人物の浮気話をしているのを聞いてしまい、その「マッチ」とは真智子のことではないかと彼女を疑う。
死因は、新婚旅行の自動車運転中に助手席で鳴った真智子の携帯電話についての口論やよそ見に起因する、崖からの転落事故によるものであった。車ごとであったため、真智子と同時に死亡している。
魂の行き先は「転生」。
真智子（まちこ）
声 - 川澄綾子
27歳の女性。事務職をしており、結婚後は主婦になる予定だった。身長161cm、体重49kg。血液型A型。趣味は映画鑑賞。
たかしの妻。実は妊娠しており、新婚旅行中に打ち明けるつもりだった。
友人らの浮気の話も誤解で、「マッチ」という人物は「町田ゆうき」という女性のことだと明かす。ゲーム終了後には自分の言ったことはすべて嘘だと言ったが、誤解を招く原因となった「町田ゆうき」は実際、結婚式に呼ばれていた。
しかし、夫とは別の男性と1回だけ肉体関係を持ったことも事実であった。
魂の行き先は「虚無」。
第3話
三浦しげる（みうら しげる）
声 - 間島淳司、Lynn（年少）
21歳の大学生の男性。身長180cm、体重65kg。血液型O型。趣味はサーフィン。
クイーンデキムに来た時点では、バスに乗っていたことのみ覚えていた。ゲームのプレイ中にすべての記憶を思い出し、彼女が高田舞だと知った上で告白する。ゲーム終了後、デキムに時間をもらい、告白を受け入れた舞とデートを楽しんだ。
死因は、舞と同乗していたバス内で彼女へ声をかけた直後に発生した、同車の交通事故によるものであった。
魂の行き先は「転生」。
高田舞（たかだ まい）
声 - M・A・O、谷口夢奈（年少）
21歳の大学生の女性。身長167cm、体重52kg。血液型A型。趣味はボウリング。
ボウリング場のスタッフをしていた。クイーンデキムに来た時点では、自分の名前すら覚えていなかった。
ゲームのプレイ中に名前や幼い頃の記憶を徐々に思い出すが、当初思い出した宮崎ちさと（声 - 畑中万里江）という名前ではなかった。
高校卒業後に整形してボウリング場で働いており、「ちさと」とは幼い頃に引っ越したしげると舞の幼馴染の名前であった。
片思いだったしげるの告白を受け入れ、しげるに自身が高田舞であると気付かれていた事を知らずにクイーンデキム内にてデートをし、最後にしげるが、自分のことを高田舞だとわかって告白してくれていたことを知り、満足してエレベーターへと乗っていった。エレベーターの扉が閉じる間際、整形前の本来の顔が少し見えていた。
死因は、しげると同じ交通事故によるものであった。
魂の行き先は「転生」。
第4話
立石洋介（たていし ようすけ）
声 - 森田成一
24歳の無職の男性。身長176cm、体重69kg。血液型A型。趣味はテレビゲーム。
引きこもりのオタクゲーマー。実母と離婚した父の再婚で義母となった女性のことを一方的に嫌い、自室でゲームに明け暮れる無気力な日々を過ごしていた。
死因は、自室の窓からの発作的な飛び降り自殺によるものであった。
魂の行き先は「転生」。
橘みさき（たちばな みさき）
声 - 山口由里子
38歳のタレントの女性。身長165cm、体重54kg。血液型B型。趣味はブランドもの集め。
大家族企画テレビ番組『応援!子沢山家族わけありシングルマザー』に出演している芸能人。5人の子供がおり、過去付き合った男たちとは彼らのDVが原因で別れている。自分本位で後先を考えない性格だが、子供に対する愛情は本物であり、自分の死を思い出すと「これからだったのに」と涙を流した。
クイーンデキムでのことをテレビのドッキリだと思い込み、立石にやらせを強要するが、ドッキリではないと知らされるとヒステリックになり、ゲームで負けそうになると彼に思わず暴力を振るってしまった。
死因は、侮蔑して暴力を振るったマネージャーに逆襲され、布のようなもので絞殺されたためであった。
魂の行き先は「虚無」。
第5話
藤井（ふじい）
声 - 安元洋貴
中年の男性。短気で言葉遣いも悪く、クイーンデキムに来るなりビールを要求する。
その正体は混濁した記憶を埋め込まれた人形であった。
二郎（じろう）
声 - 松元惠
小学生の男の子。口数が少なくおとなしい。人見知りであるが礼儀正しい。クイーンデキムでは態度の大きい藤井に怯えていた。
その正体はデキムに「クイーンの記憶テスト」をするために変装したギンティであった。
第6話
有田 マユ（ありた まゆ）
声 - 種﨑敦美
18歳のイマドキの女子高生。身長163cm、体重48kg。血液型O型。趣味はネイルとクマグッズ集め。
ウィーギンティへの来客。顔はメイクで盛りまくっている。しかし、化粧を落とすと見違えるほどの美人になる。いつもノリが軽いが、実直で純粋な一面もある。アイドル原田の大ファン。
原田が相当な女たらしである事を知っていたが、それでも原田をアイドルとして受け入れていた。
ゲーム内で床下深くへ転落し串刺しになる危機に陥った際、原田のために自身を犠牲にし自ら身を投げた。しかし、床下に無数にあったトゲはクッション性の高い素材であったため無事であった。
死因は、自宅の風呂場で落ちていた石鹸に足を滑らせ、後頭部を殴打したためであった。
ゲーム終了後もしばらくウィーギンティに居座っていたが、その後ギンティに原田の魂か見知らぬ男性の魂のどちらを虚無へ落とすか選ぶよう言われ、見知らぬ男性の魂を虚無に落とすことを選び、ギンティの言葉を信じて原田の体と共にエレベーターに乗っていった。
しかし、原田の魂がもとに戻るというのはギンティの嘘であり、見知らぬ男性は存在しない。原田のためとはいえ赤の他人を犠牲にするのかどうか、それこそが裁定であった。虚無へ落とされるも、虚無にて原田と再会することができた。
魂の行き先は「虚無」。
原田（はらだ）
声 - 宮野真守
20歳のアイドルの男性。身長176cm、体重61kg。血液型AB型。趣味はスポーツ全般。
ウィーギンティへの来客。3人組アイドルグループ「C.H.A」のメンバー。ダンスが得意で身体能力が高い。可愛い女の子にはすぐに声をかけるプレイボーイで、週刊誌でもネタにされている。
表面的にはアイドルとして愛想よく振舞っていたが、前述の女たらしの本性があるため内心では厚化粧のマユを「ケバい」として好きではなかった。
ゲーム内の演出による危機に陥った際、マユが自らを犠牲にしてでも原田を助けようとするも、過去の呵責からファンを失いたくないという一心でマユを助けようとした。
ゲーム終了後にマユや裁定者達の前でアイドルとして小さな単独ライブコンサートを行った。
死因は、ファンの1人であったカナ（声 - 千葉泉）が原田にフラれたことが原因で自殺してしまい、その復讐にカナの姉であるリサ（声 - 加藤美佐）が仕掛けた時限爆弾により殺害されたためであった。
魂の行き先は「虚無」。
第8話、第9話
島田（しまだ）
声 - 櫻井孝宏
22歳の公務員の青年。身長175cm、体重66kg。血液型A型。趣味は料理。
幼少時に両親を亡くしており、現在は高校生になる妹の紗英（声 - 藤田茜）とアパートで2人暮らし。両親の代わりに家事を担いながら、紗英を大学に通わせるために高校を卒業してすぐに働き始めた。
紗英をストーカーの男（声 - 前田弘喜）に暴行される被害に遭っており、警察などに相談したが動いてもらえなかったため、男の自宅へ上がり込んで彼を包丁で刺殺した。また、その直後に来た辰巳も男の仲間だと思い込み、刺殺した。
死因は、男を刺殺する際に自分も包丁で刺されて致命傷を負っており、辰巳を刺殺してまもなく力尽きたためであった。クイーンデキムに来た時点で持っていたバッグに血の付いた包丁が入っていたのも、そのためである。
魂の行き先は「虚無」。
辰巳（たつみ）
声 - 藤原啓治
45歳のベテラン刑事の男性。身長189cm、体重70kg。血液型A型。趣味はない。
正義感が強く犯罪者を憎んでいる。過酷な現場経験から、予想外の出来事にも動じない度胸を持つ。妻の由美（声 - 小林優子）を自分が初犯を挙げた仮釈放中の男に殺害されており、彼を復讐のために殺害した。
妻の復讐を果たした後は、様々な容疑者を観察しては実際に犯罪を犯しているのを見届けたうえで殺害するようになった。
死因は、前述の容疑者のうちの1人が紗英のストーカーの男であり、彼が紗英を襲っているのを確認した後日に男の自宅へ上がり込んだ際、島田に刺殺されたためであった。
また、クイーンデキムでは、紗英が襲われていたのをただ見ていただけで助けなかったうえに、「紗英が暴行されたのは容疑者を裁定するために必要なことだった」などと持論を述べたため、知幸の制止を振り切った島田に耐えがたい苦しみを与えられ、復讐された。
魂の行き先は「虚無」。
第10話
上村幸子（うえむら さちこ）
声 - 谷育子
82歳の主婦であり漫画家の女性。身長149cm、体重40kg。血液型B型。趣味は読書。
「デス・ビリヤード」に登場した老人の妻である。子宝に恵まれることはなかった。
おしゃべりと冗談が好きで、歳の割にはしっかりしている。
ゲームの途中で、自身の次回作の主役であり、まだ自分のイメージにしかないはずのキャラクターが、トランプの絵柄になっていたことから、自分が死後の世界に来ているということに気がついた。
ゲームをしてくれたお陰で、自分の子どものように大切に思っていた漫画に再会できたことをデキムに感謝する。
ゲーム終了後は、自分の漫画の絵柄が入ったトランプを手に、エレベーターに乗っていった。
死因は、デキムが死者の記憶を受け取るのをやめたので、本人に直接尋ねたが、彼女が「知らなくていい」と言って教えなかったため不明。
魂の行き先は「転生」。

## BARおよびゲームのルール
舞台となるBARとそこで開かれるゲームには、以下のような独特のルールが決められている。
- 「このBARがどこか、バーテンダーは客に答えられない」
- 「BARでは客2人が争う形でゲームをする」
- 「ゲームの種類はルーレットで決められる（しかし、本当は事前にどのゲームを客がするのかは決まっている）」
- 「ゲームは命を懸けて行う」
- 「ゲームが終わるまで客はBARから出ることができない」
- 「ゲームを受けるか否かは1時間以内に客が決める」

なお、客がゲームを受けない場合の結末として、吊るされた死体をバーテンダーが見せる場面がある（『デス・パレード』において人形であることが明かされている）。
ビリヤード編
『デス・ビリヤード』でのゲーム。いわゆるエイトボールであり、ボールは8番ボール以外は赤青2色に色分けされ、数字が明記されない代わりに2人の器官を模した図柄が埋め込まれている。部位は表示されているのみで命が奪われることはないが、心拍数や血圧やその状態と連動されている。最後にエイトボールを落とした者が、勝ちとなる。
ダーツ編
第1話のゲーム。手持ちのダーツを交互に投げて持ち点をゼロにするか、手持ちのダーツがなくなった時点でゼロに近い方が勝利となる。的には相手の神経と連動した身体の部位が表記されている。どちらかの両者の的にダーツが刺さった場合、的に表記された部位の激痛が相手側に発生し、得点が高いところに刺さるほど、痛みも酷くなっていく。相手のダーツを使うことはルール違反とならない。
ボウリング編
第3話のゲーム。1フレームにつき投げる球は1球のみ。終了までに交互に投げ倒したピンの合計数が多い方が勝利となる。使用するボールは脈拍が連動しているお互いの心臓を模したものが使われる。
アーケードゲーム編
第4話のゲーム。対戦型格闘ゲーム『BATTLE of LIFE』（ゲーム音声 - 立木文彦）を対戦プレイ。自分を模したキャラを使用し、時間無制限で2勝した方が勝利となる。負けると過去の記憶を思い出す。ゲーム機には裁定者が干渉できる仕掛けが施されている。
ツイスター編
第6話のゲーム。ツイスターは「スピナー」（声 - 茶風林）と呼ばれる、ルーレットのような指示板によって指定された手や足を、シートの上の指定された4色（赤・緑・青・黄）の○印の上にそれぞれ置いていき、崩れたり指定された部分以外がシートに触れると負けとなる。
また、通常のツイスターと違い、極限状態をつくりだすためにシートには細工が施してあり、裁定者がスイッチを押すと、○印にそれぞれ色ごとに違った効果（赤：○印以外の部分が、触れると肌が溶ける程の高温になる。緑：息ができなくなる程の強風がシートから噴き出る。青：すぐに体が凍って動けなくなるほどシートが冷たくなる。黄：シート上の現在触れている○印以外の部分がすべて抜け落ちる。）が表れるよう仕掛けてある。さらに黄の○印の効果が発動した後は、先に下に落ちた方が負けとなるようルールが変更となる。
エアホッケー編
第8話のゲーム。スマッシャーと呼ばれる器具を用い、盤上でパックと呼ばれる円盤を打ち合い、相手ゴールに入れて得点を競う。1ゴールにつき1点で先に6点取った方が勝利となる。
ただし、通常のエアホッケーとは違ってプレイヤーの内臓を模した図柄が内蔵された赤と青のパックを使用し、プレイヤーには各色が振り分けられている。自分の色のパックで得点すると獲得点数が2倍となり、逆にゴールを奪われると1点減点となる。
制限時間を過ぎると、パックを落とすごとにパックの柄と連動した臓器に激痛が発生する連動型に切り替わる。また、パックを破壊すればそれ以上の耐えがたい激痛が発生する。
ババ抜き編
第10話のゲーム。通常のババ抜きと同様のルールで、ジョーカーを1枚加えた53枚のカードを使用する。プレイヤーは裁定者を含めた3人で行う（2人だと同位の札を場に捨てる前に取る可能性があるため）。
プレイヤーに全てのカードを伏せたまま均等に配る。プレイヤーは各々手札を確認し、同位の札を2枚ずつペアにして場に捨てる。手元にペアとなる同位の札がなくなったところで、最初のプレイヤーが隣のプレイヤーの手札を裏に見たまま、任意の1枚を取る。札を取った時、手札に同位の札があったらペアにして場に捨て、無ければそのまま手札に加える。次に手札を取られたプレイヤーは逆隣にいるプレイヤーの、手札を1枚を取る。順に手札を取ってペアを捨てていき、手札がなくなったプレイヤーから順に勝ち抜けていく。最後まで手札、すなわちジョーカーを持っていた者が負けとなる。
ただし、トランプの絵柄がプレイヤーたちに関する人物や物になっている。

## 用語
トーテム
本作の舞台となっている世界の名称。虚空に浮かぶ大地から奈落の底へといくつもの巨大なタワーが伸びており、そのタワー内では裁定者たちが人間の魂の裁定を行っている。
この世界の住人は人間とほぼ同様の姿をしているが、オクルス以外の瞳には十字模様があり、人間ではなく生きた経験もない。その一方、現世から取り寄せた飲食物を嗜む者もいる。
死者はこの世界に永遠に留まリ続けることができず、ある程度の日数が経過した後は時間が経つにつれ、身体が次第に人形と化していく。
裁定者
人間の魂を裁定し、「転生」か「虚無」に送り出す者のこと。
裁定者は自分のBARを訪れた客に死んでいることを気づかれないよう、ダーツやビリヤードなどの命をかけたゲームを強制し、その様子から裁定を下す。
裁定の基準はゲームの勝敗よりも過程であり、裁定者は「情報部」から送られた死者の記憶をもとに、心理や感情を読み取らなければならない。そのため、裁定者には経験と観察力が必要とされる。
人間の本心や心の闇を見るため、意図的にゲームを妨害するなど「極限状態」を作り出すよう義務付けられている。また、裁定者にも情報部からのテストが行われることがある。
転生と虚無
裁定を受けた魂が向かう場所。死者への説明では「天国と地獄」とも称される。
さまざまなゲームによって裁定を下された死者たちは、2つのドアが並んだ客用のエレベーターに乗せられ、「転生」か「虚無」のどちらかに送られる。その行き先はエレベーター上部にある「白い能面」と「般若の面」が表しており、死者の身体は魂が送られた後にただの人形と化し、通常は廃棄される。
「転生」は別の命となって現世に戻るが、「虚無」は魂の墓場に落とされる。「虚無」に落とされた魂は、あらゆる負の感情と意識だけを抱いたまま、何もない空間に永遠に落ちてゆくという。
タワー担当
トーテムにあるタワーの1つを管理する、上級の裁定者を指す。各タワーは90もの階層に分かれ、各階のフロアを1人の裁定者が任されており、彼らをまとめあげて管理する役目がタワー担当である。
タワー担当は裁定者専用のエレベーターで各フロアを回り、他の裁定者を観察・指導している。「ウィーギンティ」や「クイーンデキム」があるタワーの担当はノーナであり、ギンティやデキムの直属の上司にあたる。
タワー担当は各フロアの裁定者を選び出し、教育する役目も担っている。また、人員を各部署へ異動させるなど、人事権も有する。
死者の門
死者が最初に訪れる場所。各タワーをつなぐ円柱通路の中心に位置する。
死者たちは国籍、性別、趣味、人間関係などのさまざまな項目で分類され、裁定者の持つBARに送られる。カストラをはじめとする整理係が、楽器のようなタグ鍵盤を猛スピードで操作し、死者の分類作業を行っている。
整理係は1時間に7000人以上の死者を分類するうえ、全世界の死者数を予測・管理しなければならないため、エネルギーの消費が激しく、常に忙殺されている。
情報部
死者の記憶を管理・編集する部署。裁定を受ける死者たちが無くしている記憶は、すべて情報部に送られている。
死者の記憶はバラバラになったガラス片のような形状をしており、情報部がそれらを取捨選択して編集し、不要とされた記憶は袋にまとめて保存される。編集された記憶は色とりどりのステンドグラス状になり、転送装置を通して各フロアの裁定者に送られる。
転送される記憶は容量の問題もあり、死に関する出来事が多い。
作業は整理係と同様に多忙を極め、情報部に所属するクイーン曰く「裁定者の方がマシ」とのこと。
CHAVVOT
黒髪の女の部屋に置かれていた、色鮮やかな絵本。結末や作者は不明。
登場人物は、雪国に住む男の子・ジミーと、耳が聞こえない女の子・チャボ。
ストーリーは、ある日、氷の上を走り回るチャボと出会ったジミーが、彼女の可愛らしい笑顔に恋をする。ジミーはすぐにチャボと仲良くなるが、耳が聞こえない彼女に想いを伝えることができない。そこでジミーは走ったり、転んだり、笑ったり、言葉以外の方法で、どうにか自分の想いを伝えようとする。
スペースビリヤード（太陽系9ボール）
通常のビリヤードにおけるナインボールと同様のゲーム。球に数字が書かれていない代わりに、手球は太陽を、その他の球は太陽系の惑星を模しており、太陽に近い順番から落としていく。

## スタッフ
- 原作 - 立川譲、マッドハウス
- 監督・脚本・絵コンテ - 立川譲
- キャラクターデザイン・作画監督 - 栗田新一
- プロップデザイン - 小林系
- 動画検査 - 伊藤かおり
- 色彩設計 - 堀川佳典
- 美術監督 - 平柳悟
- 撮影監督 - 荒幡和也
- 原画 - 堀内博之、高橋裕一、兼森義則
- 若手原画 - 鈴木亜矢、南井尚子、緒方歩惟、三島詠子、村上泉、梁博雅、小松達彦
- 音楽制作 - 田中廣太郎
- 音響監督 - 本山哲
- プロデューサー - 角木卓哉、中谷敏夫
- 担当制作 - 三浦慧
- アニメーション制作 - MADHOUSE
- 製作著作 - マッドハウス

## 放送局
| 放送地域   | 放送局       | 放送期間      | 放送日時                     | 放送系列       | 備考             |
| ---------- | ------------ | ------------- | ---------------------------- | -------------- | ---------------- |
| 近畿広域圏 | 読売テレビ   | 2013年3月19日 | 火曜 3:41 - 4:11（月曜深夜） | 日本テレビ系列 | MANPA内          |
| 日本全域   | アニマックス | 2013年4月19日 | 金曜 19:00 - 19:30           | BS/CS放送      | リピート放送あり |
| 日本全域   | AT-X         | 2015年1月15日 | 木曜 22:30 - 23:00           | BS/CS放送      | リピート放送あり |

## BD / レンタルDVD
商品名「アニメミライ2013」(Blu-ray)
品番 - ANTX-33002 / 発売元 - アニプレックス
2013年3月30日・31日の『Anime Contents Expo 2013』で1,000部販売。
レンタルDVD「デス・ビリヤード」
TSUTAYA限定レンタル商品。

## テレビアニメ
『デス・パレード』のタイトルで、2015年1月から3月まで日本テレビなどにて放送された。
『デス・ビリヤード』から直接つながる設定や内容となっているほか、上述の通りにバー関連の登場人物が増え、来店者の裁定やその顛末も描かれるようになっている。
次回予告についてはテレビ放送ではなく、YouTubeのvap公式チャンネル「ばっちゃん」で配信されている。

### スタッフ（テレビアニメ）
- 原作 - 立川譲 / マッドハウス
- 監督・シリーズ構成・脚本 - 立川譲
- 演出チーフ - 宍戸淳
- 企画 - 田村徹、田村学、高橋正弘
- キャラクターデザイン・総作画監督 - 栗田新一
- プロップデザイン - 村上泉、秋篠Denforword日和
- キーアニメーター - 小島崇史、戸倉紀元、石橋翔祐
- 美術監督 - 平栁悟
- 色彩設計 - 堀川佳典
- 撮影監督 - 川下裕樹
- 3DCGディレクター - 廣住茂徳
- 編集 - 河西直樹
- 音響監督 - 本山哲
- 音楽 - 林ゆうき
- 音楽プロデューサー - 千石一成、渡辺一博
- プロデューサー - 中谷敏夫、直塚弘二朗、稲毛弘之、奈良駿介、田口亜有理
- アニメーションプロデューサー - 角木卓哉
- アニメーション制作 - マッドハウス
- 製作 - 「デス・パレード」製作委員会（日テレ、vap、マッドハウス）

### 主題歌
オープニングテーマ「Flyers」
作詞 - 真行寺貴秋 / 作曲・編曲・歌 - BRADIO
エンディングテーマ「Last Theater」
作詞 - Ryosuke・Ryo / 作曲 - Ryo / 編曲 - NoisyCell・PABLO a.k.a. WTF!? / 歌 - NoisyCell

### 各話リスト
| 話数       | サブタイトル             | 絵コンテ        | 演出       | 作画監督                                                                                           |
| ---------- | ------------------------ | --------------- | ---------- | -------------------------------------------------------------------------------------------------- |
| Episode 01 | デス・セブンダーツ       | 立川譲          | 宍戸淳     | 栗田新一                                                                                           |
| Episode 02 | デス・リバース           | 佐藤雄三        | 八田洋介   | 高田晴仁、東亮太 三島詠子                                                                          |
| Episode 03 | ローリング・バラード     | 宍戸淳          | 村山靖     | 山本径子、岡崎洋美                                                                                 |
| Episode 04 | デス・アーケード         | 後藤圭二 立川譲 | 牛嶋新一郎 | 高炅楠                                                                                             |
| Episode 05 | デス・マーチ             | 立川譲          | migmi      | 宮前真一、高田晴仁 栗田新一、三島詠子                                                              |
| Episode 06 | クロス・ハート・アタック | 宍戸淳          | 宍戸淳     | 東亮太、Eum Ik-hyun 栗田新一                                                                       |
| Episode 07 | アルコール・ポイズン     | migmi           | 吉川志我津 | KIM GI YOUP PARK CHANG HWAN                                                                        |
| Episode 08 | デス・ラリー             | 八田洋介        | 八田洋介   | 高田晴仁、梁博雅 三島詠子                                                                          |
| Episode 09 | デス・カウンター         | 小林寛          | migmi      | 石橋翔祐、高炅楠 三島詠子、東亮太                                                                  |
| Episode 10 | ストーリー・テラー       | 笹木信作        | 安部元宏   | 松坂定俊、岡崎洋美 山崎敦子、栗田新一                                                              |
| Episode 11 | メメント・モリ           | 宍戸淳          | 宍戸淳     | 筱雅律、三島詠子 高炅楠、高田晴仁 栗田新一                                                         |
| Episode 12 | スーサイド・ツアー       | 立川譲          | 立川譲     | 三島詠子、高田晴仁 高炅楠、梁博雅 栗田新一、石橋翔祐 筱雅律、山崎敦子 PARK CHANG HWAN JANG HEE KYU |

### 放送局（テレビアニメ）
インターネット配信も併せて記載。
| 放送期間                | 放送時間                     | 放送局       | 対象地域   | 備考             |
| ----------------------- | ---------------------------- | ------------ | ---------- | ---------------- |
| 2015年1月10日 - 3月28日 | 土曜 1:58 - 2:28（金曜深夜） | 日本テレビ   | 関東広域圏 | 製作委員会参加   |
| 2015年1月14日 - 4月1日  | 水曜 0:00 - 0:30（火曜深夜） | サンテレビ   | 兵庫県     |                  |
| 2015年1月22日 - 4月9日  | 木曜 2:30 - 3:00（水曜深夜） | BS日テレ     | 日本全域   |                  |
| 2015年1月22日 -         | 木曜 22:30 - 23:00           | AT-X         | 日本全域   | リピート放送あり |
| 2015年2月10日 -         | 火曜 1:29 - 1:59（月曜深夜） | ミヤギテレビ | 宮城県     |                  |

| 放送期間        | 放送時間                   | 放送局             | 備考             |
| --------------- | -------------------------- | ------------------ | ---------------- |
| 2015年1月10日 - | 土曜 0:00（金曜深夜） 更新 | 日テレオンデマンド | 有料先行配信実施 |
|                 | 土曜 23:30 - 日曜 0:00     | ニコニコ生放送     |                  |
| 2015年1月11日 - | 日曜 0:00（土曜深夜） 更新 | ニコニコチャンネル |                  |
|                 | 日曜 12:00 更新            | バンダイチャンネル |                  |
| 2015年1月 -     |                            | Hulu               |                  |

### BD / DVD
2015年6月17日にBD-BOX完全限定生産版（VPXY-72958）・BD-BOX通常版（VPXY-72959）・DVD-BOX通常版（VPBY-29923）が発売された。